# Screbinodus
Screbinodus is een geslacht van uitgestorven rhizodontide kwastvinnige vissen dat leefde tijdens het Carboon.

## Naamgeving
In de vroege negentiende eeuw werden in een steengroeve, de Venturefair Pit bij Gilmerton, toen aan de rand van Edinburgh, fossielen van kwastvinnigen gevonden. Die werden in eerste instantie niet als aparte taxa onderkend maar in 1878 benoemde Ramsay Heatley Traquair, na in 1875 een gaaf exemplaar geprepareerd te hebben, een Rhizodus ornatus, 'de geornamenteerde'. Het holotype is NMSGY 1874.6, een schedel met borstvin. De naam werd in 1891 door Arthur Smith Woodward bevestigd. In 1985 maakte Sheila Mahala Andrews, na in 1973 het specimen NMS GY1963.16.18 beschreven te hebben, daar het aparte geslacht Screbinodus van. De geslachtsnaam verwijst naar de heuvel van Dun Screbin. De schedel van Screbinodus behoort tot de best bekende onder de rhizodontiden.

## Beschrijving
Screbinodus werd ongeveer anderhalve meter lang.
Er zijn  verschillende onderscheidende kenmerken. Het schedeldak is bedekt met een patroon van robuuste bulten en richels, waarnaar de soortaanduiding verwijst. Het extratemporale ontbreekt of is wellicht versmolten met het grote tabulare. De vangtanden op de dentaria, coronoïden, praemaxillae en ploegschaarbeenderen hebben een lensvormige doorsnede. Op het cleithrum in de schoudergordel zijn putjes van zijlijnkanalen zichtbaar.

## Fylogenie
In de meeste analyses valt Screbinodus uit als het zustertaxon van Rhizodus.